# Blatný potok (přítok Kamenice)
Blatný potok je přítok Kamenice v okresech Jablonec nad Nisou a Liberec v Libereckém kraji. Délka toku měří 6,12 km. Plocha povodí činí 10 km².

## Průběh toku
Hlavní pramen leží na úbočí vrcholu Holubník (1071 m n. m.) v katastru obce Hejnice v nadmořské výšce 969 m. Další pramenné toky stékají z okolí občerstvení Hřebínek. Potok dále teče jižním směrem a teče okolo vrchu Vlčí kámen a cestou přibírá několik menších potoků. Dále potok protéká přírodní rezervací Nová louka, nad kterou se tyčí lovecký zámeček Nová Louka. Za přírodní rezervací Nová louka potok vtéká do Blatného rybníka. Potok dále teče jihovýchodním směrem. V nadmořské výšce 732 m se vlévá do Kamenice respektive do vodní nádrže Josefův Důl.

## Galerie

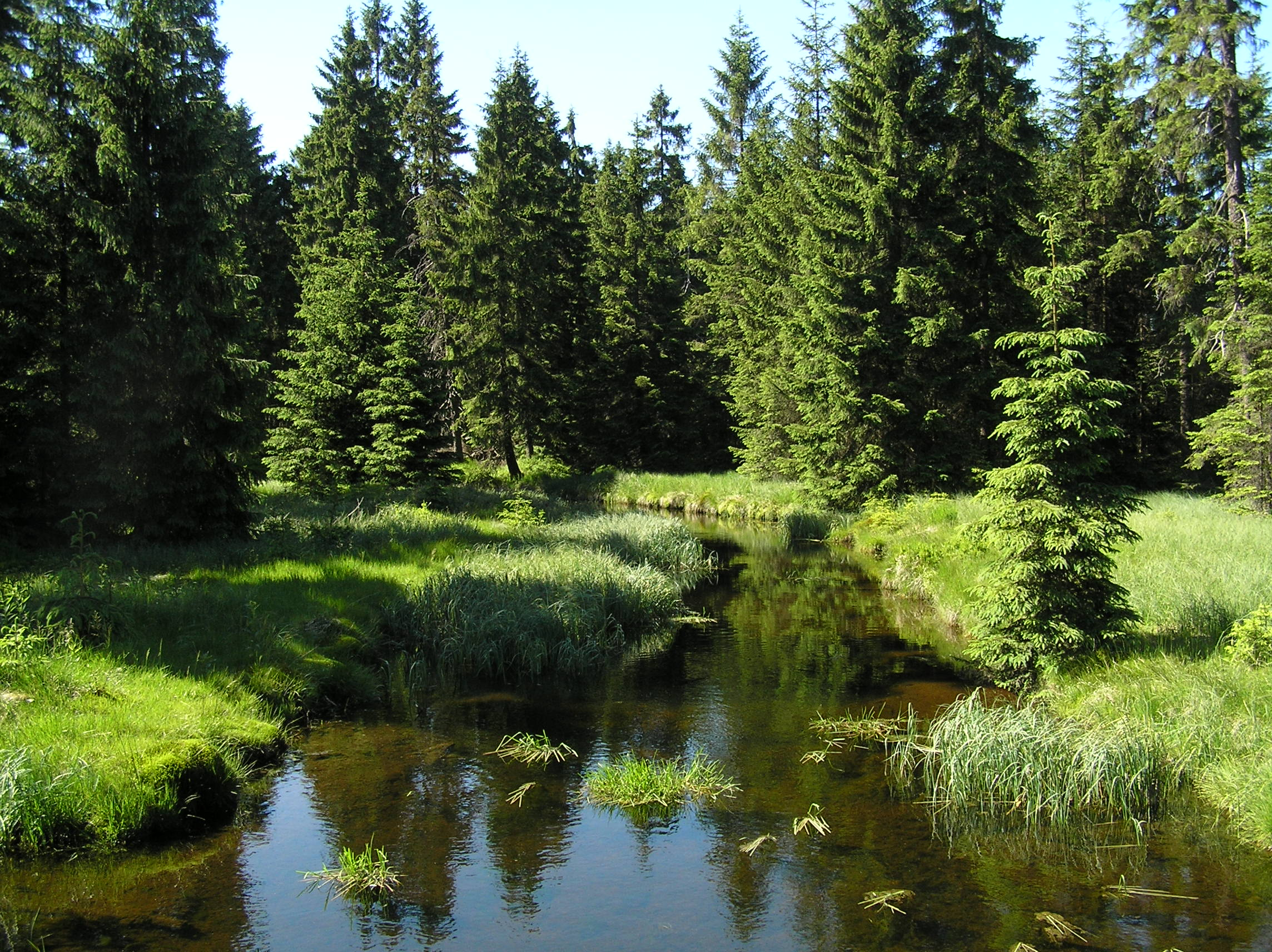
Blatný potok v přírodní rezervaci Nová louka